# Luitenant-kolonel

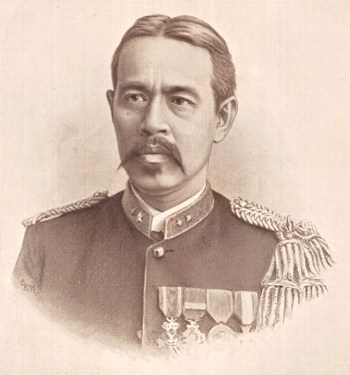
Luitenant-kolonel Pieter van Lawick van Pabst van het Koninklijk Nederlandsch-Indisch Leger in uniform, 1894

Luitenant-kolonel is een hoge militaire rang bij de Belgische Landcomponent, Luchtcomponent, Marinecomponent en Medische component en bij de Nederlandse Koninklijke Landmacht, het Korps Mariniers, de Koninklijke Luchtmacht en de Koninklijke Marechaussee. Bij de Koninklijke Marine heet de overeenkomstige rang kapitein-luitenant-ter-zee. De aanspreektitel van een luitenant-kolonel is in Nederland overste en in België kolonel. Dit mag niet worden verward met het Duitse Oberst, dat kolonel betekent, een hogere rang.
Een luitenant-kolonel is een officier, preciezer uitgedrukt: een hoofdofficier.

## Rangonderscheidingstekens bij de Nederlandse krijgsmacht
| Functie- schaal NAVO | Koninklijke Landmacht     | Koninklijke Landmacht | Koninklijke Marechaussee  | Koninklijke Marechaussee | Koninklijke Luchtmacht    | Koninklijke Luchtmacht | Koninklijke Marine                                                              | Koninklijke Marine |
| -------------------- | ------------------------- | --------------------- | ------------------------- | ------------------------ | ------------------------- | ---------------------- | ------------------------------------------------------------------------------- | ------------------ |
| OF-4                 | Luitenant-Kolonel Overste |                       | Luitenant-kolonel Overste |                          | Luitenant-kolonel Overste |                        | Kapitein-Luitenant ter zee (bij het Korps Mariniers: luitenant-kolonel) Overste |                    |

## Rangonderscheidingstekens bij de Belgische strijdkrachten
| Functie- schaal NAVO | Landcomponent             | Landcomponent            | Medische Component        | Medische Component       | Luchtcomponent            | Luchtcomponent           | Marinecomponent           | Marinecomponent          |
| -------------------- | ------------------------- | ------------------------ | ------------------------- | ------------------------ | ------------------------- | ------------------------ | ------------------------- | ------------------------ |
| OF-4                 | Luitenant-kolonel Kolonel | Graden luitenant-kolonel | Luitenant-kolonel Kolonel | Graden luitenant-kolonel | Luitenant-kolonel Kolonel | Graden luitenant-kolonel | Fregatkapitein Commandant | Graden luitenant-kolonel |

## Officiersrangen (van hoog naar laag)
- generaal
- luitenant-generaal
- generaal-majoor
- brigadegeneraal (bij de luchtmacht: commodore)
- kolonel
- luitenant-kolonel (overste)
- majoor
- kapitein / ritmeester
- eerste luitenant
- tweede luitenant
- vaandrig / kornet